# West-Spitsbergenstroom

De West-Spitsbergenstroom vervoert betrekkelijk warm en zout water in de Noordelijke IJszee

De West-Spitsbergenstroom is een zeestroom in de Noorse Zee en de Groenlandzee. Deze zeestroom loopt langs de grens van de Noorse Zee met de Barentszzee, alwaar de Noorse stroom zich in een oostelijk en een noordelijk gerichte stroom opsplitst. Derhalve wordt de West-Spitsbergenstroom soms als noordelijkste uitloper van de Golfstroom beschouwd. Voor de Groenlandzee en de Noordelijke IJszee is de West-Spitsbergenstroom de hoofdbron van zout en warmte.
De West-Spitsbergenstroom stroomt langs Spitsbergen (voorheen bekend als West-Spitsbergen) naar het noorden in Straat Fram. In Straat Fram splitst de West-Spitsbergenstroom zich in drie delen, als gevolg van de complexe oceanische topografie. 
De temperatuur van de West-Spitsbergenstroom schommelt tussen de 6 en 8 graden, terwijl de saliniteit varieert van 35,1 tot 35,5. Het getransporteerde debiet is volatiel en ligt gemiddeld tussen 5 en 8 sverdrup. De hoofdmassa van het Atlantische water bevindt zich daarbij op 100 tot 200 meter diepte.
De aanvoering van warm Atlantisch water via de West-Spitsbergenstroom richting de Noordelijke IJszee is de oorzaak van het verhoudingsgewijs milde klimaat van Spitsbergen.